# Sébastien Huguenet I
Sébastien Huguenet I   (segle XVII - valor desconegut) fou un organista francès de segle xvii.

## Biografia
Sébastien Huguenet era organista de Saint Jean-Baptiste de Chaumont (citat el 1644, 1652, 1654). No és de Chaumont on ve a instal·lar-se. És el pare d'una línia de músics de la cort, inclosos els seus fills Pierre Huguenet i Sébastien Huguenet.